# Hoveizeh (Verwaltungsbezirk)
Hoveizeh (persisch شهرستان هویزه) ist ein Schahrestan in der Provinz Chuzestan im Iran. Er enthält die Stadt Hoveizeh, welche die Hauptstadt des Verwaltungsbezirks ist. Die Bevölkerung von Hoveizeh besteht zur Mehrheit aus Arabern.

## Demografie
Bei der Volkszählung 2016 betrug die Einwohnerzahl des Schahrestan 38.886. Die Alphabetisierung lag bei 77 Prozent der Bevölkerung. Knapp 60 Prozent der Bevölkerung lebten in urbanen Regionen.
| Zensusjahr | Einwohnerzahl |
| ---------- | ------------- |
| 2011       | 34.312        |
| 2016       | 38.886        |